# Scooby-Doo! Kalózok a láthatáron!
A Scooby-Doo! Kalózok a láthatáron! (eredeti cím: Scooby-Doo! Pirates Ahoy!) 2006-ban bemutatott amerikai televíziós rajzfilm, amelynek a rendezője Chuck Sheetz, a producerei Margaret M. Dean és Chuck Sheetz, az írói Margaret M. Dean, Jed Elinoff és Scott Thomas, a zeneszerzője Steven Argila. A film a Warner Bros. Animation gyártásában készült, a Warner Home Video és a Kidtoon Films forgalmazásában jelent meg. Műfaját tekintve filmvígjáték.
Amerikában 2006. szeptember 19-én mutatták be a DVD-n, Magyarországon pedig 2006. november 22-én jelent meg, szintén DVD-n.

## Cselekmény
A Rejtély Rt. csapata egy vitorláshajó fedélzetére lép, ahova velük tartanak Fred szülei is. Útjuk során érintik a Bermuda-háromszöget is, ahol egy rejtélyes Szellemkalóz támadja meg a hajójukat. A helyzetet tovább rontja, hogy a kalózok elrabolják Fred szüleit, anyját pedig átállítják az ő oldalukra, így a csapat elindul, hogy leállítsa ezeket a kalózokat.

## Szereplők
| Szereplő                              | Eredeti hang     | Magyar hang     |
| ------------------------------------- | ---------------- | --------------- |
| Scooby-Doo                            | Frank Welker     | Vass Gábor      |
| Fred                                  | Frank Welker     | Bódy Gergely    |
| Bozont                                | Casey Kasem      | Fekete Zoltán   |
| Diána                                 | Grey DeLisle     | Hámori Eszter   |
| Vilma                                 | Mindy Cohn       | Madarász Éva    |
| Biff Wellington / Skunkbeard kapitány | Ron Perlman      | Rosta Sándor    |
| Rupert Garcia                         | Freddy Rodríguez | Szatmári Attila |
| Skip Jones                            | Tim Conway       | Orosz István    |
| Peggy Jones / Tengeri só Sally        | Edie McClurg     | Bókai Mária     |
| Sunny St. Cloud                       | Kathy Najimy     | F. Nagy Erika   |
| Crothers kapitány                     | Arsenio Hall     | Juhász Zoltán   |
| Mr. Misztikum / Falábú Wally          | Dan Castellaneta | Pálfai Péter    |